# Giancarlo Tesini
Giancarlo Tesini (Bologna, 5 febbraio 1929 – Bologna, 22 dicembre 2023) è stato un politico e dirigente sportivo italiano.
È stato deputato alla Camera per cinque legislature, dal 1972 al 1992, e tre volte ministro. È stato inoltre presidente della Fortitudo Pallacanestro Bologna e della Lega Basket.

## Biografia
Iscritto alla Democrazia Cristiana, entrò alla Camera dei deputati con le elezioni del 1972 e fu confermato ininterrottamente fino al 1992. Fra il 1981 e il 1982 fu ministro senza portafoglio con delega al Ministro per il coordinamento delle iniziative per la ricerca scientifica e tecnologica con i governi Spadolini I e II; fu poi Ministro dei trasporti nel governo Amato I fra il 1992 e il 1993.